# Брегалнички партизански одред
Брегалнички народноослободилачки партизански одред „Гоце Делчев“ формиран је 19. маја 1943. године на локалитету Пчеларник, са свега 8 људи. Овај одред је настао на препоруку Покрајинског комитета КПЈ за Македонију и Вере Ацеве, која је била чланица комитета и оперативног руководства. Одред је након формирања кренуо према планини Плачковици, али им је у траг ушла бугарска полиција. Дана 21. маја, одред је био уништен у борби против бугарских снага. Ванчо Пркев, Тодор Арсов и Александар Митрев су погинули у бици, а Гошо Сламков и Митко Ушински успели су да побегну. Ванчо Китанов, Никола (Коле) Нехтенин и Митко Чеков су ухапшени и потом убијени.

## Политички комесари одреда
- Тодор Арсов
- Ванчо Пркев